# Каос, Сильвия
Сильвия Каос (исп. Silvia Caos) (10 августа 1933, Гавана, Куба — 16 апреля 2006, Мехико, Мексика) — мексиканская актриса театра и кино кубинского происхождения. 

## Биография
Родилась 10 августа 1933 года в Гаване. В юности покинула свою страну и переехала в Мексику, где получила мексиканское гражданство. В мексиканском кинематографе дебютировала в 1959 году и с тех пор снялась в 28 работах в кино и телесериалах. 

### Последние годы жизни
Актриса курила, в результате чего пагубная привычка подкосила её здоровье — она заболела раком лёгкого, лечение ей не помогло.
Скончалась 16 апреля 2006 года в Мехико.

## Фильмография

### Избранные телесериалы
- 1959 — «Моя жена разводится»
- 1975 — «Нарасхват» — Эльса Кортес.
- 1978 — «Мама-компаньонка» — Хосефина.
- 1980 — «Неприкаянные сердца» — Конча.
- 1985-2007 — «Женщина, случаи из реальной жизни»
- 1987 — «Пятнадцатилетняя, или подростки» — Консуэло.
- 1990 —
  - «Когда приходит любовь» — Амелия.
  - «Моя маленькая Соледад» — Элодия.
- 1992 — «Мария Мерседес» — Альма.
- 1995 — «Мария из предместья» — Калихта Попоса.
- 1996 — «Моя дорогая Исабель» — Мигелина.
- 1998 — 
  - «В пылу злости» — Эстер Монтеверде.
  - «Узурпаторша» — Сенобия Рохас.
- 2001 — «Злоумышленница» — Эвелия.

## Театральные работы
- «Третье одиночество» — Кэтрин Дурас.